# ベター・アローン
「ベター・アローン」（Better Alone）はイギリスの人気グループ、スパイス・ガールズのメラニー・チズムのシングル曲。彼女の3枚目のアルバム『ビューティフル・インテンションズ』に収録されている。

## この曲について
UKでリリースされる予定だったが、iTunesや彼女が設立したレーベル、レッド・ガール・レコードのウェブサイトで購入できるということもあり、発売されなかった。しかし、すぐに彼女のホームページで発売をすると発表された。
2005年の暮れにはオーストラリア、イタリア、スウェーデン、オランダでリリースされた。2006年にはドイツ、オーストリア、スイスで発売された。

## トラックリスト
- オーストラリア

1. "Better Alone"（エディットバージョン） - 3:06
2. "Better Alone"（ポップミックス） - 3:56
3. "Better Alone"（アメイジング・ダブバージョン） - 7:44
4. "Runaway" - 3:24

- オランダ

1. "Better Alone"（エディットバージョン） - 3:06
2. "Better Alone"（ポップミックス） - 3:56
3. "Warrior" - 3:47

- ドイツ

1. "Better Alone"（ラジオバージョン） - 3:06
2. "Better Alone"（ポップミックス） - 3:26
3. "Warrior" - 3:48
4. "Better Alone"（アメイジング・ダブバージョン） - 7:46
5. "You'll Get Yours"（アコースティックバージョン） - 5:44
6. "Better Alone"（ミュージックビデオ） - 3:06

- イタリア

1. "Better Alone"（エディットバージョン） - 3:06
2. "Better Alone"（オリジナルバージョン） - 3:59
3. "Better Alone" [アメイジング・ダブバージョン] - 7:44
4. "Runaway" - 3:24

- スウェーデン

1. "Better Alone"（エディットバージョン） - 3:06
2. "Better Alone"（ポップミックス） - 3:26
3. "Warrior" - 3:47
4. "Better Alone"（ミュージックビデオ） - 3:06

UK CD1
1. "Better Alone"（エディットバージョン） - 3:06
2. "Warrior" - 3:47

- UK CD2

1. "Better Alone"（エディットバージョン） - 3:06
2. "Better Alone"（オリジナルバージョン） - 3:59
3. "Better Alone"（ポップミックス） - 3:56
4. "Better Alone"（アメイジング・ダブバージョン） - 7:44

- UK DVD

1. "Better Alone" (Music video) - 3:06
2. "Next Best Superstar" (Music video) - 3:31
3. EPK Extract ("Better Alone" & Interview) - 2:00
4. Photo Gallery (& Runaway) - 3:24

## チャート
| チャート       | 最高位 | 売り上げ |
| -------------- | ------ | -------- |
| オーストラリア | 81     |          |
| イタリア       | 35     |          |
| ドイツ         | 51     |          |
| スイス         | 33     |          |
| オーストリア   | 57     |          |
| ポルトガル     | 4      |          |
| ポーランド     | 1      |          |